# Квасенко Алла Володимирівна
Квасе́нко (Ржечи́цька) А́лла Володи́мирівна (14 вересня 1918, Одеса — 4 липня 2008, Одеса) — українська радянська акторка театру, народна артистка Української РСР.

## Життєпис
Народилась 14 вересня 1918 року в місті Одеса в робітничій родині. Член КПРС з 1962 року.
Закінчила середню школу та театральну студію в місті Миколаєві. На сцені з 1935 року.
З 1936 року — акторка Миколаївського ТЮГу. В роки німецько-радянської війни разом з театром евакуювалась до Туркменистану.
З 1946 року — акторка Миколаївського російського драматичного театру імені В. Чкалова.

## Провідні акторські роботи
- Лідія («Варвари» М. Горького);
- Василиса («На дні» М. Горького);
- Анфіса («Угрюм-ріка» за В. Шишковим);
- Женька Шульженко («Фабричне дівча» О. Володіна);
- Тереза («День народження Терези» Г. Мдівані);
- Єлизавета («Марія Стюарт» Ф. Шіллера).

## Нагороди і почесні звання
- Народний артист Української РСР (1969);
- Медаль «За трудову доблесть» (07.03.1960).